# Noroeste Fluminense
Noroeste Fluminense is een van de zes mesoregio's van de Braziliaanse deelstaat Rio de Janeiro. Zij grenst aan de mesoregio's Centro Fluminense, Norte Fluminense, Sul Espírito-Santense (ES) en Zona da Mata (MG). De mesoregio heeft een oppervlakte van ca. 5.374 km². In 2008 werd het inwoneraantal geschat op 327.872.
Twee microregio's behoren tot deze mesoregio:
- Itaperuna
- Santo Antônio de Pádua

Mesoregio's: Baixadas Litorâneas · Centro Fluminense · Metropolitana do Rio de Janeiro · Noroeste Fluminense · Norte Fluminense · Sul Fluminense

Microregio's: Bacia de São João · Baía da Ilha Grande · Barra do Piraí · Campos dos Goytacazes · Cantagalo-Cordeiro · Itaguaí · Itaperuna · Lagos · Macacu-Caceribu · Macaé · Nova Friburgo · Rio de Janeiro · Santa Maria Madalena · Santo Antônio de Pádua · Serrana · Três Rios · Vale do Paraíba Fluminense · Vassouras